# خوان غوايدو
خوان خيراردو غوايدو ماركيز (بالإسبانية: Juan Guaidó) (ولد في 28 يوليو 1983) مهندس وسياسي فنزويلي تولى منصب رئيس الجمعية الوطنية لفنزويلا، من يناير 2019 حتى يناير 2021. وعضو في حزب الإرادة الشعبية، وعمل سابقا كنائب اتحادي يمثل ولاية فارغاس.
خوان جيراردو غوايدو ماركيز عضو سابق في حزب الإرادة الشعبية الاشتراكي الديمقراطي والنائب الفيدرالي في الجمعية الوطنية عن ولاية فارغاس. في 23 يناير 2019، أعلن غوايدو والجمعية الوطنية أن غوايدو قد بات رئيسًا لفنزويلا بالوكالة، الأمر الذي أشعل فتيل أزمة الرئاسة الفنزويلية بتحديه لرئاسة نيكولاس مادورو. بدأت مسيرة غوايدو السياسية حين برز كأحد الطلاب القادة للاحتجاجات الفنزويلية في عام 2007. ومن ثم ساهم مع ليوبولد لوبيز في تأسيس حزب الإرادة الشعبية في عام 2009، وانتُخب نائبًا بديلًا في الجمعية الوطنية بعد عام واحد في 2010. انتُخب غوايدو في عام 2015 كنائب عن مقعد كامل. ووفقًا للبروتوكول الذي ينص على مداورة منصب رئيس الجمعية الوطنية بشكل سنوي بين الأحزاب السياسية الأخرى، رشح حزب الإرادة الشعبية غوايدو للمنصب في عام 2019.
كان غوايدو من الشخصيات الرئيسية في أزمة الرئاسة الفنزويلية التي بدأت برفض الجمعية الوطنية، التي اعتبرت انتخابات الرئاسة الفنزويلية لعام 2018 غير شرعية، الاعتراف بفوز نيكولاس مادورو بولاية رئاسية ثانية في 10 يناير من عام 2019. وبعد 18 يومًا فقط على اختياره لرئاسة الجمعية، أعلن غوايدو في 23 يناير 2019 أنه سيتولى بشكل رسمي دور الرئيس المؤقت بموجب المادة رقم 233 من الدستور الفنزويلي، مع دعم من الجمعية الوطنية، إلى حين انعقاد انتخابات حرة. تلقى غوايدو اعترافًا رسميًا بالشرعية من قبل نحو 60 حكومة في العالم، بما في ذلك الولايات المتحدة الأمريكية وكندا والعديد من البلدان الأوروبية والأمريكية اللاتينية وأيضًا من المؤتمر الكنسي الفنزويلي. وواصلت دول أخرى، من بينها روسيا والصين وجنوب أفريقيا وإيران وسوريا وكوبا، اعترافها بمادورو. في 6 يناير من عام 2021 أوقف الاتحاد الأوروبي اعترافه بغوايدو كرئيس، دون الاعتراف بمادورو كرئيس شرعي ومهددًا بالمزيد من العقوبات. بحلول شهر ديسمبر من عام 2021 لم يكن غوايدو قد تمكن من الإطاحة بمادورو من السلطة، وبقي مادورو يسيطر على الجيش ومؤسسات الحكومة ومشاريع الدولة. منعت إدارة مادورو غوايدو من مغادرة البلاد وجمدت أصوله الفنزويلية وبدأت بتحقيق جنائي يتهم غوايدو بتدخل أجنبي، وهددت بممارسة العنف ضده.
في 30 أبريل من عام 2019، دعى غوايدو لانتفاضة ضد مادورو كجزء من «عملية الحرية»، وانضم إليه عشرات المدنيين والعسكريين وكذلك أيضًا زعيم المعارضة ليوبولد لوبيز، الذي حُرر من الإقامة الجبرية التي كانت قد فرضت عليه لخمسة أعوام. ندد رئيس الاستخبارات البوليفارية، مانويل كريستوفر فيغيرا، بحكومة مادورو وأقيل من منصبه قبل أن يتوارى عن الأنظار. لم تقع الانشقاقات المتوقعة داخل الجيش. وبحلول نهاية اليوم، توفي أحد المحتجين وأصيب ما لا يقل عن 100 منهم، وكان لوبيز في السفارة الإسبانية في حين سعى 25 عسكريًا للحصول على اللجوء في السفارة البرازيلية في كاراكاس. وفي أعقاب الانتفاضة التي باءت بالفشل، بدأ ممثلو غوايدو ومادورو بالتوسط مع مساعدة من المركز النرويجي لحل النزاعات. بعد الاجتماع الثاني في النرويج، لم يجر التوصل إلى أي اتفاق. وفي 9 يوليو 2019 بدأت المفاوضات من جديد في باربادوس بحضور ممثلين لغوايدو ومادورو. في 15 سبتمبر، أعلن غوايدو أن المعارضة أنهت الحوار بعد تغيّب الحكومة عن المفاوضات ل40 يومًا احتجاجًا على العقوبات التي كانت قد فرضتها الولايات المتحدة الأمريكية في تلك الآونة.
في شهر يناير من عام 2020، منعت قوات الأمن غوايدو وأعضاء آخرين في الكونغرس من دخول القصر التشريعي خلال انتخابات داخلية لاختيار مجلس الإدارة. عقدت أغلبية من المشرعين «اجتماعًا طارئًا» في مقر صحيفة إل ناسيونال وصوتت لصالح إعادة انتخاب غوايدو كزعيم لهم، مع إقامة حفل أداء القسم داخل البرلمان بعد يوم واحد، في حين انتخب المشرعون المتبقون في القصر التشريعي لويس بارا، المعارض المنشق والعضو في الكونغرس. ومنذ ذلك الوقت منعت قوات الأمن وصول غوايدو ومشرعي المعارضة إلى الكونغرس عدة مرات. في أواخر شهر مارس من عام 2020، اقترحت الولايات المتحدة الأمريكية حكومة انتقالية تستبعد كلًا من غوايدو ومادورو عن الرئاسة. قال وزير الخارجية مايك بومبيو أن العقوبات لا تنطبق على المساعدات الإنسانية خلال فترة جائحة فايروس كورونا في فنزويلا وأن الولايات المتحدة سترفع جميع العقوبات في حال موافقة مادورو على تنظيم انتخابات لا تشمله خلال فترة بين 6 أشهر وعام واحد. وافق غوايدو على الاقتراح، في حين رفضه وزير الخارجية الفنزويلي، خورخي أريازا، وأعلن أن الانتخابات الوحيدة التي ستعقد في ذلك العام هي الانتخابات البرلمانية. وبعد الإعلان عن عقد انتخابات إقليمية في عام 2021، أعلن غوايدو عن «اتفاق الإنقاذ الوطني» واقترح عقد مفاوضات مع مادورو حول جدول زمني لعقد انتخابات حرة ونزيهة، مع دعم دولي وبحضور مراقبين دوليين، مقابل رفع العقوبات الدولية.
على المستوى المحلي، اشتملت أفعال غوايدو على خطة البلد المقترحة وقانون عفو فنزويلي عن العسكريين والسلطات الذين انقلبوا ضد حكومة مادورو ومحاولات لإيصال المساعدات الإنسانية إلى البلاد، وعلاوات اجتماعية لعاملي الصحة خلال أزمة فايروس كورونا 2019. وعلى المستوى الدولي، نال غوايدو سيطرة على بعض الأصول والملكيات الفنزويلية في الولايات المتحدة، وحقق نجاحًا في معركة قانونية للسيطرة على 1.3 مليار من احتياطي الذهب الفنزويلي في المملكة المتحدة وعين دبلوماسيين اعترفت بهم الحكومات الداعمة.

## نشأته وتعليمه
ولد غوايدو في 28 يوليو 1983. وكعضو في عائلة كبيرة من أصول «متواضعة»، نشأ غوايدو في منزل أسرة من الطبقة الوسطى في ضواحي لا غوايرا، والداه هما فيلمر ونوركا. كان والده طيارًا تجاريًا وكانت والدته تعمل كمعلمة. كان أحد أجداده رقيبًا في الحرس الوطني الفنزويلي في حين كان أحد أجداده الآخرين قبطانًا في البحرية الفنزويلية. انفصل والداه حين كان ما يزال في سن صغيرة، وهاجر والده إلى جزر الكناري وعمل سائقًا لسيارة أجرة.
عاصر غوايدو مأساة فارغاس في عام 1999 التي توفي فيها بعض أصدقائه فيما دمرت أيضًا مدرسته ومنزله، جاعلة منه ومن عائلته مشردين. وفقًا لزملائه، تركت المأساة أثرًا على آرائه السياسية بعد أقاويل عن أن حكومة هوغو تشافيز الجديدة في تلك الآونة لم تستجب بشكل فعال للكارثة. قال غوايدو، «كنت أرى أنه علي أن أكون مستعدًا لبذل حياتي في سبيل الخدمة العامة إن كنت أريد مستقبلًا أفضل لبلدي».
بقي غوايدو رفقة عائلته في منزل بديل في كاراكاس حيث نال الشهادة الثانوية في عام 2000. واصل غوايدو العيش في كاراكاس حيث نال شهادة جامعية في عام 2007 في الهندسة الصناعية من جامعة أندريس بيلو الكاثوليكية. وشارك أيضًا في برنامجين جامعيين للإدارة العامة في كاراكاس: في جامعة أندريس بيلو الكاثوليكية بالشراكة مع جامعة جورج واشنطن وفي معهد الدراسات العليا للإدارة.

## نشاطه
تحدث غوايدو بعد «أن أصبح واضحًا أن البلاد كانت تسير نحو الحكم الشمولي في ظل رئاسة تشافيز»، أنه قد ساعد في تأسيس حركة سياسية يقودها طلاب احتجت على قرار الحكومة الفنزويلية تجديد رخصة البث لشبكة آر سي تي فيالتلفزيونية المستقلة إلى جانب قادة من الطلاب البارزين الآخرين في عام 2007، وهو العام الذي تخرج فيه من جامعة أندريس بيلو الكاثوليكية. واحتجوا أيضًا ضد محاولات حكومة تشافيز لإصلاحات أكثر شمولًا، بما في ذلك الاستفتاء الدستوري لعام 2007 الذي خسره تشافيز.
إلى جانب ليوبولد لوبيز وسياسيين آخرين، كان غوايدو عضوًا مؤسسًا لحزب الإرادة الشعبية السياسي في عام 2009، وتحالف الحزب مع الأممية الاشتراكية. في عام 2014، كان غوايدو المنسق الوطني للحزب. كان لوبيز، أحد سياسيي المعارضة الرئيسيين في فنزويلا الذي كان تحت الإقامة الجبرية في تلك الفترة، «مرشدًا لغوايدو لسنوات» وفقًا لتقرير بثته قناة سي إن إن الأمريكية في يناير من عام 2019، وكان الاثنان يتحدثان عدة مرات يوميًا. وبصفته تحت حماية لوبيز، كان غوايدو ذائع الصيت ضمن حزبه وضمن الجمعية الوطنية، ولكنه لم يكن كذلك على الصعيد الدولي، وفي عام 2019 رشح لوبيز غوايدو لقيادة حزب الإرادة الشعبية.

## الجمعية الوطنية الفنزويلية
في الانتخابات البرلمانية الفنزويلية لعام 2010، انتُخب غوايدو كنائب وطني بديل. وكان أحد عدة سياسيين أضربوا عن الطعام للمطالبة بانتخابات برلمانية في عام 2015، وانتُخب لمقعد كامل في الجمعية الوطنية في انتخابات العام 2015 بنسبة 26% من الأصوات. كان فارغاس، وهي منطقة مفقرة، موطنًا للعديد من الشركات التي كانت تديرها الدولة والتي وظفت أغلبية السكان، وحتى انتخاب غوايدو في 2015، لم يواجه المرشحون التشافيزيون أي منافسة.

## تولي منصب الرئيس
بعد ما وصفه هو وغيره بأنه التنصيب «غير المشروع» لمادورو في 10 يناير 2019، أعلن غوايدو أنه سيعترض على مطالبة مادورو وعقد اجتماعا في اليوم التالي، حيث أعلنت الجمعية الوطنية أنه تولى منصب الرئيس كما أنها ستستمر في التخطيط لإزاحة مادورو، مما أسهم في الأزمة الرئاسية. وتدعم منظمة الدول الأمريكية موقف غوايدو بصورة بارزة للغاية.
في 23 يناير، اعترفت الولايات المتحدة بغوايدو رئيسًا مؤقتًا لفنزويلا، كما اعترفت به كندا ومعظم دول أميركا الجنوبية مثل الأرجنتين والبرازيل وتشيلي وكولومبيا.
أعلن خوان غوايدو، رئيس البرلمان الفنزويلي الذي تسيطر عليه المعارضة، نفسه «رئيساً بالوكالة» للبلاد، الأربعاء، أمام عشرات آلاف المؤيدين الذين تجمعوا في كراكاس احتجاجاً على الرئيس نيكولاس مادورو، وأعلن الرئيس الأميركي دونالد ترمب، الاعتراف بالمعارض خوان غوايدو، رئيس البرلمان الفنزويلي الذي تسيطر عليه المعارضة، «رئيساً بالوكالة» بعد وقت قصير من إعلان الأخير ذلك أمام الآلاف من مؤيديه في كراكاس.
وبدوره هنأ لويس ألماغرو، الأمين العام لمنظمة الدول الأميركية ومقرها واشنطن، وفي الوقت نفسه، أمرت المحكمة العليا الفنزويلية، وهي أعلى سلطة قضائية في البلاد وتتألف من قضاة يعتبرون مؤيدين للنظام، بإجراء تحقيق جنائي ضد نواب البرلمان، متهمة إياهم بمصادرة صلاحيات الرئيس مادورو.
في 24 يناير 2019 أعلن وزير الدفاع الفنزويلي، فلاديمير بادرينو، الأربعاء، أن الجيش يرفض إعلان رئيس البرلمان خوان غوايدو نفسه «رئيساً بالوكالة» لفنزويلا.
13 شخصا قتلوا خلال يومين من الاحتجاجات المناهضة للحكومة في فنزويلا.
وقال المرصد الفنزويلي للنزاعات الاجتماعية المعارض للرئيس الفنزويلي نيكولاس مادورو، إن هؤلاء القتلى، الذين قضوا بغالبيتهم بسلاح ناري، سقطوا في العاصمة كاراكاس ومناطق أخرى من البلاد.
و قد تظاهر عشرات الآلاف من معارضي ومؤيدي الرئيس الفنزويلي نيكولاس مادورو في كراكاس، في أول تحركات في الشوارع بعد عمليات التعبئة العنيفة التي شهدها عام 2017 وأودت بحياة نحو 125 شخصاً.
في يناير 2021، أسقط الاتحاد الأوروبي اعترافه بزعيم المعارضة الفنزويلية خوان غوايدو «رئيساً بالوكالة» لفنزويلا بعد أن فقد منصبه كرئيس للبرلمان. واعتبر الممثل الأعلى للشؤون الخارجية والسياسة الأمنية في الاتحاد الأوروبي، جوزيب بوريل في تصريحات له بأن خوان غوايدو هو أحد «الفاعلين السياسيين والمدنيين الذين يسعون جاهدين لإعادة الديمقراطية إلى فنزويلا» لكن دون تحديد صفة غوايدو «رئيس مؤقتا» للبلاد.

## الإطاحة به من رئاسة البرلمان
في يناير 2020، وبعد حوالي عام واحد من إعلانه تنصيب نفسه «رئيسا مؤقتا» لفنزويلا، قامت السلطات الفنزويلية بعزل رئيس البرلمان خوان غوايدو من منصبه وإعلان لويس بارا رئيسا للجمعية الوطنية الفنزويلية والذي اعترف به الرئيس مادورو بيد أن المعارضة أعلنت انتخاب خوان غوايدو رئيسا للمؤسسة التي يسطيرون عليها وبهاذين الإعلانين أصبح لبرلمان فنزويلا رئيسان لكن الشرطة الفنزويلية منعت غوايدو من دخول مقر البرلمان.
وجرى التصويت في مقر صحيفة «ال ناسيونال» في وسط كراكاس وليس في مقر البرلمان، لأن قوات الأمن منعت طوال النهار خوان غوايدو ونوابا في المعارضة وصحافيين من دخول المبنى. وفي منتصف النهار وفي غياب خوان غوايدو في الجمعية الوطنية، انتزع النائب المنافس له لويس بارا الذي يؤكد أنه معارض، مكبرا للصوت وأعلن في وسط القاعة أنه بات الرئيس الجديد للبرلمان في حالة من الفوضى العارمة. في الوقت نفسه، كان الجيش والشرطة يمنعان خوان غوايدو من دخول البرلمان. وحاول المعارض تسلق السياج الذي يحيط بالمبنى قبل أن يصده جندي يحمل درعا، ويدفعه عسكريون. وعبرت المعارضة التي تشكل الأغلبية في البرلمان المكوّن من مجلس واحد، على الفور عن غضبها من الطريقة التي عومل بها غوايدو ومن مبادرة لويس بارا. وقالت إن مبادرة بارا «جاءت بلا تصويت ولا نصاب»، وتحدثت عن «انقلاب برلماني».
لم تعترف بعزل غوايدو سوى بضع دول مثل روسيا.
وفي ديسمبر 2020، ٱقيمت الإنتخابات التشريعية الفنزويلية والتي فيها استعاد الحزب الاشتراكي الموحد بزعامة الرئيس الفنزويلي نيكولاس مادورو السيطرة على البرلمان في البلاد، الإنتخابات التي قاطعتها أحزاب المعارضة الرئيسية، واتسمت بنسبة امتناع عن التصويت مرتفعة، وتعرضت لانتقادات دولية ولا سيما من الولايات المتحدة التي وصفتها بالمزورة.
وفي يناير 2021، انتُخب جورجي رودريجيز رئيسا جديدا للبرلمان الفنزويلي.

## روابط خارجية
- خوان غوايدو على موقع IMDb (الإنجليزية)
- خوان غوايدو على موقع مونزينجر (الألمانية)